# Trigun
Trigun (japonsky トライガン, Toraigan) je japonská manga, kterou napsal a nakreslil Jasuhiro Nightow. Byla vydávána od roku 1995 do roku 2008 a čítá dohromady 17 svazků.
Trigun byl v roce 1998 adaptován do 26dílného animovaného televizního seriálu studiem Madhouse a odvysílán původně na kanálu TV Tokyo v období od 4. dubna až do 30. srpna roku 1998. V roce 2010 vyšel celovečerní animovaný film Trigun: Badlands Rumble.

## Příběh
Seriál probíhá ve space westernovém prostředí, pro českého diváka tento žánr znamená propojení westernového žánru s vědecko-fantastickými elementy.

##### 1998
Pistolník Vash the Stampede (Masaja Onosaka) je světoznámá bytost, na kterou je vypsaná odměna 60 miliard doubledolarů, jelikož kam přijde, tam udělá katastrofu s velkým "K" (jednou kvůli němu dokonce shořelo do základu celé město, avšak Vash si o tomto incidentu vůbec nepamatuje, neboť má ztrátu paměti). Všichni už mají dost jeho škod a vyplácení za ně jakbysmet, z pojišťovny Bernardelli Society jsou tedy poslány dvě zaměstnankyně Meryl Stryfe & Milly Thompson (Hiromi Curu, Sacuki Jukino), aby ho sledovaly a pokusily se mu (alespoň částečně) zabránit v jeho dalších katastrofálních činech.

##### 2023
Znovu se setkáváme s Vashem, sledujeme stejný příběh jako ve verzi z roku 1998. 
Milly ale nahradil Roberto, který je šéfem Meryl. 
Také je v této verzi Vash viněn za činny jeho bratra, Knives Millions neboli Nai, který se snaží zničit No man's land což je planeta, na které se celá série odehrává. 
Nai se zde snaží posbírat všechny Plants což je jedinečný druh bytostí, které dokaží produkovat, vše co lidé potřebují k přežití. Jedině Nai a Vash jsou tzv. Independents, kteří nepotřebují být ve vodě, aby přežili. 
V této verzi Wolfwood zatím neumřel. 

## Postavy

##### 1998
- Vash the stampede (Protagonista)
- Knives millions (Antagonista, bratr Vashe)
- Meryl Strife (zaměstnankyně pojisťovny Bernadelli, přítelkyně Vashe)
- Milly Thompson (zaměstnankyně Bernadelli, přítelkyně Vashe)
- Nicholas D Wolfwood (potulný kněz, přítel Vashe)

##### 2023
- Vash the stampede (Protagonista)
- Knives millions (Antagonista, dvojče Vashe)
- Meryl Strife (zaměstnankyně pojisťovny Bernadelli, přítelkyně Vashe)
- Roberto de Niro (zaměstnanec Bernadelli, nadřízený Meryl, přítel Vashe)
- Nicholas D Wolfwood (potulný kněz, přítel Vashe)